# 中国舞的历史

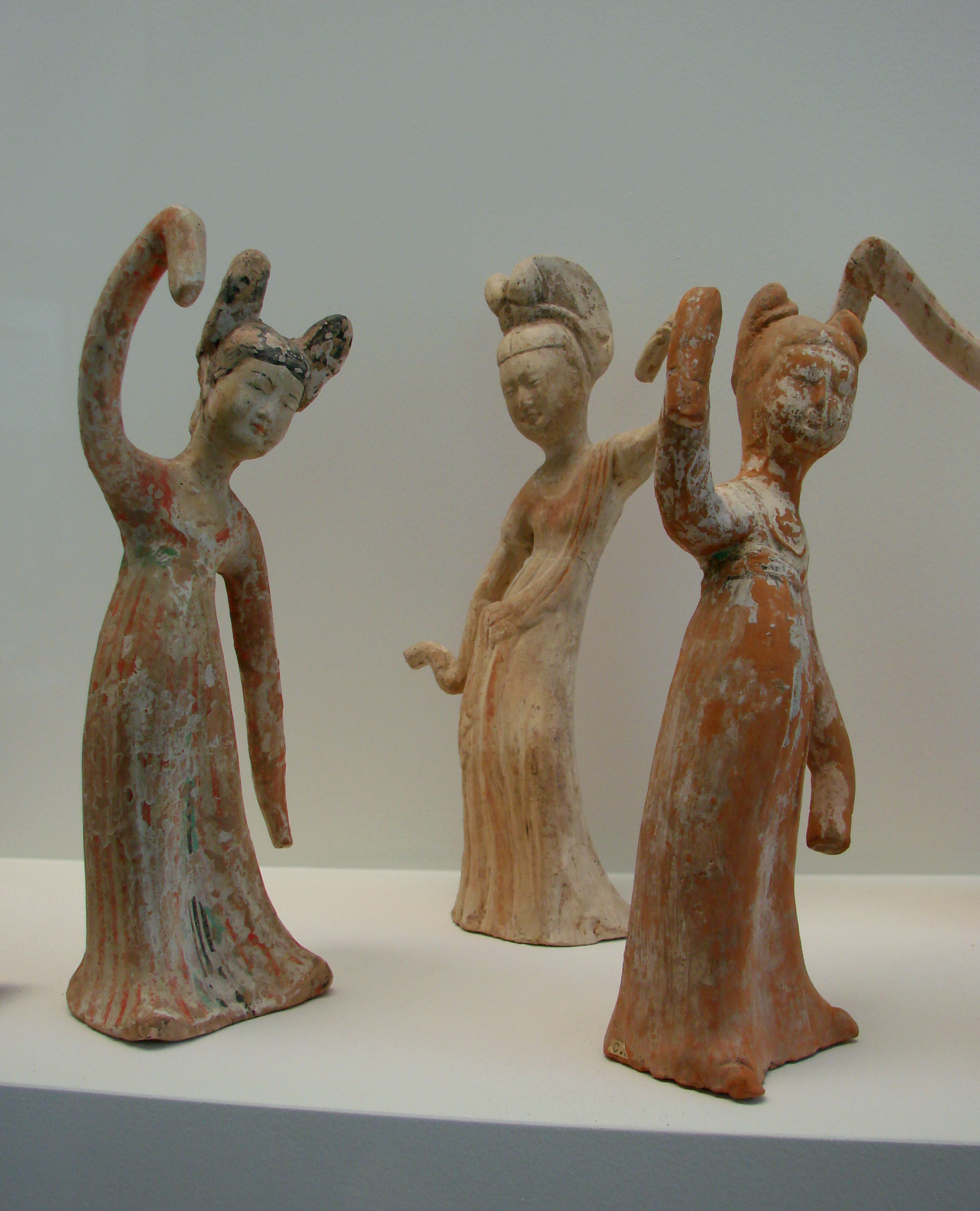
穿长窄袖舞衣的初唐舞俑。

中國舞的历史悠久。如今的一些中国舞蹈，如长袖舞，至少早在周初就存有记录了。中国舞蹈艺术在唐代达到了顶峰，但后来衰落了。近代舞蹈重新兴起，现今中国舞蹈的发展也正如火如荼地进行着。

## 先秦時期
中國原始時代舞蹈是華夏文化初始形態，而且此時期舞蹈的作用與後來的舞蹈有很大不同。這時期主要是通過舞蹈來反映狩獵、農耕生活，戰爭，或者性愛、生殖，以及祭祀或祈禱等活動:157。而关于乐舞的产生，《诗经·毛诗序》曰：“诗者，志之所之也，在心为志，发言为诗，情动于中而形于言，言之不足，故嗟叹之，嗟叹之不足，故咏歌之，咏歌之不足，不知手之舞之足之蹈之也。”这句话是说，舞蹈呢，实在是因为单单说话表明不了心意，嗟叹也不能充分的表达情感，甚至咏歌仍嫌不足，不知不觉中就手舞足蹈了。
早在五帝和商周时期，以具史诗性的乐舞的形式出现。黄帝时期有乐舞《云门大卷》；尧帝时期有乐舞《大章》；舜帝时期有乐舞《大韶》；禹帝时期有乐舞《大夏》；商汤时期的乐舞《大濩》；周武王时期的乐舞《大武》。这六部乐舞也被称为“六代之乐”，歸為雅舞，多由良家出身的舞生表演，分文武兩類。它们有很重要的一个作用是用来教化贵族子弟。因年代久远，我们无从知道它们的真实面目，但是从《左传·襄公二十九年》中所记载的吴季札在鲁国观乐舞的赞叹中可略知一二。
仅在《吕氏春秋·仲夏记·古乐》一篇中，就有这样三则故事：帝颛顼在登上帝位的时候，听到四面八方熙熙凄凄锵锵的风声很好听，就命令部下“飞龙”仿效八风之音创作了《承云》，用来祭祀天帝。
到了帝喾的时候，他则命令臣下“咸黑”创作《声歌》——《九招》、《六列》、《六英》。又命令“倕”创制了鼙、鼓、钟、磬、吹苓、管、埙、篪、鼗、椎、锺等乐器，吹打起来，十分动听，引来凤鸟锦雉随之起舞。帝喾很高兴，就用来歌颂上苍的功德。而尧则命“质”作乐，“质”模仿山林溪谷之音制作了乐歌，又用麋鹿的皮蒙在土缶上作成鼓敲打起来，还重击轻打石刀石斧，模仿天帝玉磬的声音，以致百兽随乐起舞。
中國樂舞的第一個高峰時期是周代雅樂舞蹈，西周周武王之弟周公對公元前26世紀到前11世紀流傳的歷代樂舞的整理更是文化史中的空前壯舉。《左传》中说，国之大事，在祀在戎。这个祀，指的就是对上天与祖宗的祭祀，而在祭祀中表演大型庄重的乐舞则是祭祀仪式中极其重要的一部份。如《诗经》中的《颂》是贵族在家庙中祭祀鬼神、赞美治者功德的乐曲，在演奏时要配以舞蹈。周公制禮作樂，除了為了紀念其父兄建周滅紂之樂舞的「大武」之外，周公還把傳說中的帝王從黃帝堯舜到商湯等五帝的樂舞整理與大武並稱為「六代舞」。在「制禮」的同時「作樂」，用「樂」這種聲形諧和的藝術型式來表現禮。為雅樂舞蹈前聲，也是周代雅樂的主要內容。之後，雅樂在其他東亞文化的廣泛流傳。
襄公二十九年，吴国的公子季札访问鲁国，请求观看周朝的舞蹈。当他观看舞《大武》时，说：“美哉！周之盛也，其若此乎！”观看舞《韶濩》时，说：“圣人之弘也，而犹有惭德。圣人之难也。”观看舞《大夏》时，说：“美哉！勤而不德，非禹，其谁能修之？”观看舞《韶箾》时，说：“德至矣哉！大矣，如天之无不帱也，如地之无不载也！虽甚盛德，其蔑以加于此矣。观止矣！若有他乐，吾不敢请已！” 也就是说舜帝时的乐舞《韶箾》中表现的舜帝的盛德已大到象天那样无所不覆，象大地那样无所不承载！达到了顶点。尽善尽美观赏到此达到止境了！即使还有别的乐舞，公子季札也不敢再请求观赏了！
昔日孔子在齐国听舜帝时代创作的乐舞《韶》乐后，“三月不知肉味”，感叹道，“不图为乐之至于斯也”。又说《韶》乐是“尽美矣，又尽善也。”而为赞扬武王伐纣的功绩而创作的《武》乐则是 “尽美矣，未尽善也。”也由此在中国历史上留下了孔子对乐舞的评判标准——尽善尽美。這些舞蹈都屬於雅舞，還有八佾等。民間祭祀的巫舞、儺舞等，見於楚地。

## 秦漢
兩漢舞蹈百技紛呈，是俗樂舞文化的高峰。早在秦始皇即把民間的角抵戲引入宮廷，後來漢武帝大興角抵百戲就是延續秦制，發展至東漢已成為極為豐富的宮廷舞樂百戲，富豪貴族的家庭宴會也多是雜技的成份的綜合性演出。漢代舞蹈有即興歌舞和宴飲中的「對舞」，即是女子長袖對舞、男女長袖對舞、男子寬袖對舞和男子短袖對舞。一般宴會中是由主人先舞，客人再起舞為報，還有舞劍、舞刀、舞棍、干舞、戚舞、長袖舞和巾舞等，舞姿舞容都很考究。
用作娛樂的稱為雜舞，多則由屬賤民的女樂、舞優（或稱舞妓、舞姬、舞伎等）表演，但亦有皇族喜愛舞蹈者學習。著名的有漢朝有趙飛燕《掌上舞》。民間則有由勞動動作演變而來的舞蹈。漢代還有百戲，當中亦包括舞蹈。

## 魏晉南北朝
魏晉南北朝時代是中國歷史上民族融合的時代，這時期的民間舞名稱之為「雜舞」，融合了漢、魏以來的雜舞，江南的「吳歌」荊楚的「西曲」等歌舞，形成「清商樂」和漢族的「清商樂」相平行，而少數民族的「胡樂」、「胡舞」及外國樂舞如「天竺樂」、「龜茲樂」、「疏勒樂」、「安國樂」、「高麗樂」、「康國樂」、「高昌樂」等，隨著民族文化的交流而形成漢族樂舞「西涼樂」。各民族共同創造的舞蹈文明在這個時期顯示了其藝術的自覺，為隋唐樂舞文化的新高峰奠定了基礎。唐代舞蹈文化燦爛輝煌，達到了藝術巔峰，因南北朝朝野崇信佛道也出現以宗教為背景的宗教樂舞。

### 隋代
隋文帝匯輯當時流傳各地的漢族傳統舞、少數民族舞、外國傳入的各類樂舞計七部，稱七部伎；而後來更增加疏勒樂和康國樂，改稱為九部樂。隋唐帝曾徵各地散樂及舞蹈進行表演，此後成慣例於每年正月演出用來招待突厥客人。

## 唐代

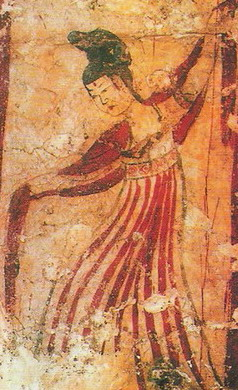
初唐壁畫上的舞姬

到唐朝時，唐人把舞蹈視為抒情和展示才華，表示禮節的手段能文能武、能歌善舞的文化素養。著名代表人物有善作曲能伴舞的唐玄宗、以善舞「霓裳羽衣」的楊貴妃和以驚鴻舞聞名的梅妃江采蘋，親自排練過聲勢浩大的破陣樂的唐太宗李世民；即興善舞以抒情的詩人李白。唐代的宗教樂舞也很發達，如鶴舞和花舞等禮佛娛人的舞蹈在佛寺中很常見；祭祀巫舞從巴楚之地到中國西北荒村都很興盛，唐代宮廷的驅儺是種面具神舞，繼承漢代的宮儀規模亦即為盛大。
唐朝是中國舞蹈發展的繁盛時期，不僅有自娛的民族舞蹈還有大量的表演性舞蹈，朝廷設教坊司，專門訓練舞優，唐皇室亦有不少成員喜愛舞蹈，唐代對歌舞的分類比前代更為細膩有按風格特點來分的健舞和軟舞類別，軟舞動作偏柔，健舞則剛健有力，常會以刀劍等兵器作為道具；有以結構的嚴謹和統一歸類的歌舞大曲，楊太真（楊貴妃）其中霓裳羽衣舞最為著名，据说就是唐玄宗在梦中看到仙女们的翩翩舞姿，又听到仙乐飘飘，而记载流传下来的；有以故事情節歸類的歌舞戲；有從用途和表演方式歸類且用於宮廷朝會、宴饗的九部樂、十部樂、立部伎等。尚有一些名舞不能歸類，如讚美龍女的凌波曲是盛唐著名舞人謝阿蠻依舞曲編舞表演的，深得唐玄宗和楊貴妃的喜愛；唐懿宗的伶官李可及編創的「菩薩蠻舞」是表現佛國仙女的美音妙舞，其他不能歸類的名舞如「何滿子」、「嘆百年」等都是在當時興盛有深遠影響力的。健舞著名有公孫大娘的刀舞。

## 五代至宋
五代時還有一種纏足的舞蹈，由南唐李後主所創，宮嬪窅娘以帛束足呈新月狀，跳舞時有凌雲之姿。唐宋時坊間的妓院亦常有舞蹈表演。
宋代的宮廷樂舞雖衰退但完善了宗法禮教，所以宋朝宗廟祭祀一直保存著雅樂舞蹈。宋代的雅樂舞現保存在文獻中的有《大善樂舞》、大順樂舞、《大慶樂舞》、《大定樂舞》、《天盛樂舞》、《大和樂舞》、《大昭樂舞》和《大熙樂舞》等。宋代的《燕樂》是隊舞，男子隊有拓枝隊、劍器隊、異域朝天隊等；女子隊有菩薩蠻隊、拂霓裳隊、菩薩獻香花隊、彩雲仙隊等。宮廷隊舞在宋初尚為興盛，宋代文人喜好填詞，士大夫家有家伎歌女善歌舞，如北宋寇準喜好拓枝舞，傳說每宴必有拓枝歌舞表演。宋代的趙構在晚年時留下一部舞蹈動作譜《德壽宮舞譜》。
宋代燕舞比起民間的舞蹈已大為遜色，宋代是民間舞蹈興起的時代，既有節日的社火舞隊，又有日常在市集街坊的賣藝演出。竹馬、旱船、舞獅等在宋代已極為興盛，有些則為後來的戲曲所吸收，如《抱鑼》、《舞鮑老》等。有些民間舞蹈傳入日本如《龍舞》、《九連環》、《撲蝴蝶》等；而有些燕樂舞傳入朝鮮並作為宮廷樂舞保存下來，其中有《五羊仙》、《獻仙桃》、《拋球樂》、《蓮花臺》等。宋代舞蹈走向市井也使明清以後的中國舞蹈演變成武藝和民間娛樂整合發展的新型式。

## 元明清
自元、明、清以來，舞蹈藝術從兩方面得到繼承與發展，一是戲曲表演「打」即是武術動作，即元雜劇稱為「科」在京劇稱為「做」的「武舞」。另一方面是在民族文化活動中的長足發展，元、明、清時期民俗活動、民間舞蹈如高蹺、旱船、舞獅、舞龍、各種鼓舞和《秧歌舞》等，不但具有地方風情也有群眾性。
元代雜劇中吸收了宋代宮廷隊舞的音樂和舞蹈，同時也吸收元代戲曲與民間舞蹈的生動舞姿。
舞蹈發展在清代是一個比較衰落的時期，舞蹈漸被戲曲融合而失去獨立表演藝術的地位，且這時期纏足方式為折骨纏，變成把女性足部束至不良於行，使女性跳舞興趣銳減，令宮廷雜舞衰落，只有以男性舞生所表演的雅舞以及民間勞動相關的舞蹈如秧歌、宗教舞蹈如儺舞等仍然有發展。而融入戲曲中的舞蹈卻以身段及毯子功（唱做念打中的兩項）的形式發展，自成了一套訓練體系與表演方法。但宮廷舞蹈仍流行佾舞與隊舞。佾舞主要用來祭祀神靈，分為文舞和武舞。文舞又叫《文德之舞》，武舞又叫「武功之舞」。一般是在祭祀開始時舞「武功之舞」，武舞生左手執干，右手執戚。祭祀中間及結束時跳「文德之舞」，文舞生右手執羽，左手執籥，兩邊還有執節者，指揮舞隊。清代宮廷隊舞又叫《慶隆舞》，是從《蟒式舞》、《瑪克式舞》演化而來，本為滿族傳統舞蹈，入宮後用於皇帝宴饗巡酒。因舞蹈藝術呈衰落之勢，因此民間社會沒有專業的舞蹈演出團體，但仍有於燈節和迎神賽會的舞蹈活動，作為自娛性、群眾性的娛樂，民間舞蹈並常與技藝組織在一起，形成綜合性的表演隊伍，稱為走會或花會，其中著名有《秧歌》、《高蹺》、《獅舞》、《胯鼓》、《旱船》、《小車》、《竹馬》、《大頭和尚》等民間舞蹈。

## 復興

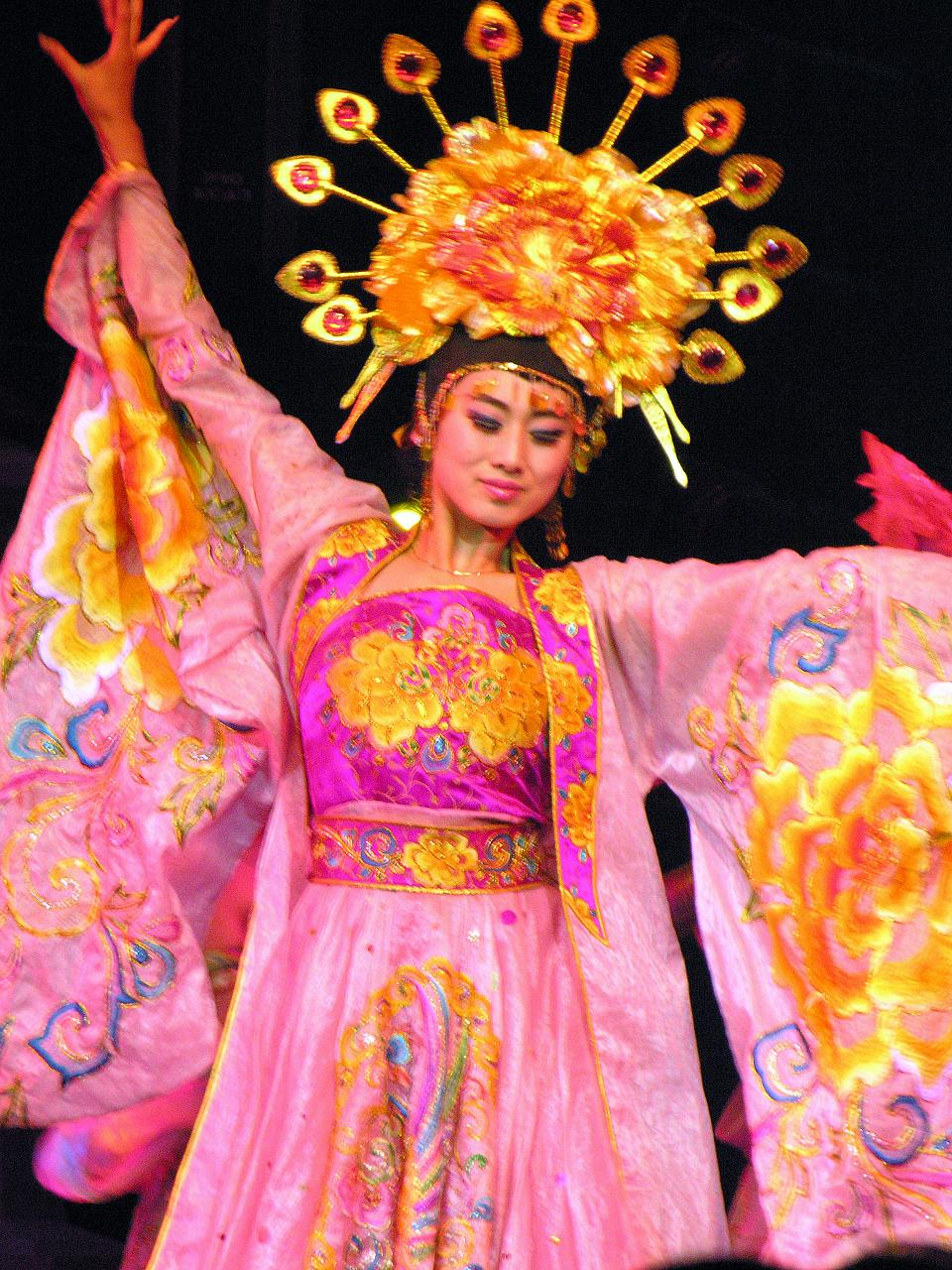
現代仿唐舞蹈表演

中華人民共和國於1949年建國以後，由當時北京中央戲劇學院舞蹈團人員建立的一套復古的中國舞體系。當時的舞蹈工作者展開了探尋中國舞蹈根源的工作，從戲曲、武術、古籍、石窟壁畫中尋找動作元素，糅合當時由蘇聯傳入的芭蕾舞訓練方式，逐漸還完中國傳統舞蹈的面貌。其中的不少元素如扇、巾、傘、水袖的運用類似戲曲的影子，文化大革命时期由于国家动乱和限制失去了原有的内涵，改革开放后开始重新复兴和向多元化的发展。
进入1990年代诞生了诸如《太极印象》、《神话中国》、《秋水伊人》、《红扇》、《传音》、《不眠夜》、《潮汐》、《两个身体》等新颖的作品。同时中国舞蹈乐团开始向国际进军开始了国际化，获得众多国际奖项。进入21世纪大型舞蹈剧开始兴起，例如有《妈勒访天边》、《大梦敦煌》、《霸王别姬》、《瓷魂》、《一把酸枣》这样偏向中国古典舞风格的民族舞剧，或有《大红灯笼高高挂》这样具有民族特色的芭蕾舞剧，也有《雷和雨》这样个性表达的现代舞剧渐渐获得观众喜爱。
现在中国的舞蹈奖项有全国舞蹈比赛、桃李杯舞蹈比赛、中国舞蹈荷花奖（設於1998年）、CCTV电视舞蹈大赛、文华奖、国家舞台艺术精品工程。除了以上还有孔雀杯舞蹈比赛、全军舞蹈比赛、中国艺术节、全国舞剧观摩演出等比赛奖项。而诸如舞林大会之类的现代选秀节目中中国舞也渐渐来到了舞台之上。